# Sabrina Ionescu
Sabrina Elaine Ionescu (* 6. Dezember 1997 in Walnut Creek, Kalifornien) ist eine US-amerikanische Basketballspielerin, die seit der Saison 2020 bei den New York Liberty in der Women’s National Basketball Association (WNBA) spielt. Ionescu ist 1,80 Meter groß und läuft meist als Point Guard auf. Sie spielte vier Jahre College-Basketball für die Oregon Ducks. Sie wurde im WNBA Draft 2020 von den New York Liberty an erster Stelle ausgewählt.
Ionescu hat mit 26 Triple-Doubles die meisten in der Geschichte der NCAA. Sie ist außerdem die erste und bis zum heutigen Tage einzige Person in der Geschichte der NCAA, welche mindestens 2 000 Punkte, 1 000 Assists und 1 000 Rebounds erzielt hat. (Stand: Oktober 2023)

## High School
In ihrer Freshman-Saison stand Ionescu in 14 von 29 Spielen in der Startaufstellung, sie verpasste außerdem in der ganzen Saison nur ein einziges Spiel. Im Durchschnitt erzielte Sabrina 13,8 Punkte, 3,9 Assists und 3,9 Steals pro Spiel und verhalf ihrer Schulmannschaft damit zu einer Bilanz von 27 Siegen und drei Niederlagen.
In ihrem Sophomore-Jahr verhalf sie ihrer Mannschaft zu einer 30:2-Bilanz.
In ihrer Junior-Saison erzielte Ionescu im Schnitt 18,7 Punkte, 7,7 Rebounds, 4,2 Assists und 4,7 Steals und verhalf ihrer Mannschaft damit zu einer 30:2-Bilanz und zum Erreichen des Halbfinals in der CIF Open Division.
Als Senior führte sie Miramonte mit durchschnittlich 25,3 Punkten, 8,8 Assists, 7,6 Rebounds, 4,5 Steals und 1,3 Blocks pro Spiel ins Endspiel der CIF Open Division gegen die Chaminade College Preparatory School. In dem Endspiel erzielte Ionescu zwar 24 Punkte, zehn Assists und zehn Rebounds, verlor aber trotzdem. Ionescu erhielt mehrere landesweite Ehrungen, sie wurde unter anderem USA Today Basketball Player of the Year, Max Preps Player of the Year und Gatorade State Player of the Year.
Ionescu verließ Miramonte mit einer Karrierebilanz von 119 Siegen und neun Niederlagen, des Weiteren erzielte sie die meisten Punkte (2 606), Assists (769), Steals (549) und Triple-Doubles (21) in der Geschichte der Schule.

## College
In ihrer Freshman-Saison wurde Ionescu zum Pac-12 Freshman des Jahres gewählt, damit wurde sie zur ersten Oregon-Ducks-Spielerin seit 1999, welche diese Auszeichnung erhalten hat. Sie erzielte im Verlauf ihrer ersten Saison bei Oregon vier Triple-Doubles und erzielte durchschnittlich 14,6 Punkte, 6,6 Rebounds und 5,5 Assists pro Spiel, damit platzierte sie sich in ihrem Team auf dem zweiten Platz in den Wertungen meiste Punkte und Rebounds pro Spiel und auf dem ersten Platz bei den Assists. Nach Abschluss der Saison wurde sie zum United States Basketball Writers Association (USBWA) Freshman des Jahres gewählt.
In ihrer Sophomore-Saison führte Ionescu die Pac-12 mit durchschnittlich 19,2 Punkten, 7,8 Assists in beiden Kategorien an und kam ebenfalls auf 6,7 Rebounds je Begegnung. Im Verlauf der Saison erzielte sie 16 Double-Doubles und erzielte 14 Mal mindestens 20 Punkte. Am Ende ihrer zweiten Saison wurde sie zur Basketballspielerin des Jahres der Pac-12 ernannt und wurde außerdem von ESPN in das First Team All-American berufen. Sie führte die Ducks zur ersten Pac-12-Meisterschaft seit 2000. Nach Abschluss der Saison wurde sie zur Gewinnerin des Nancy Lieberman Awards ernannt und stand in der Endauswahl für den Naismith Award. In dieser Saison brach sie außerdem den NCAA-Rekord für die meisten Triple-Doubles einer weiblichen Spielerin. In Bezug auf Triple-Doubles aller NCAA-Spieler lag nur Kyle Collinsworth (12) vor ihr.
Am 6. November 2018 erzielte Ionescu ihr elftes Triple-Double in einem Sieg gegen Alaska-Fairbanks. Zwölf Tage später, am 18. November, erzielte sie erneut ein Triple-Double und stellte damit den NCAA-Rekord für die meisten Triple-Doubles ein (12). Knapp einen Monat später, am 20. Dezember, erzielte sie in einem Sieg gegen die Air Force Academy das 13. Triple-Double ihrer Karriere und brach damit den NCAA-Rekord von Kyle Collinsworth. Bis zum Ende der Saison erzielte sie noch fünf weitere Triple-Doubles, womit ihr im gesamten Verlauf der Saison acht gelangen. In de NCAA-Endrunde 2019 führte Ionescu die Ducks bis in die Final Four, wo sie jedoch mit einem Endpunktestand von 67:72 gegen die Baylor Lady Bears verloren, welche schlussendlich Meister wurden. Nach Abschluss der Saison wurde Ionescu als Gewinnerin des John R. Wooden Awards 2019 bekanntgegeben.
Obwohl sich Ionescu nach ihrer Junior-Saison für den WNBA Draft 2019 hätte anmelden können, entschied sie sich, zum Senior-Jahr zu den Oregon Ducks zurückzukehren, da man eigener Aussage nach noch „unbeendete Arbeit“ zu erledigen hatte.
Am 16. Januar 2020 erzielte Ionescu 37 Punkte (Karrierebestwert in der NCAA), elf Rebounds und sieben Assists und führte die Ducks damit zu einem 87:55-Sieg gegen Stanford. Nach dem Ende des Spiels hatte Ionescu 2 265 Karrierepunkte und brach damit Alison Langs Rekord für die meisten Punkte einer Spielerin der Oregon Ducks. Am 24. Januar 2020 erzielte Ionescu im Spiel gegen den Erzrivalen Oregon State 24 Punkte, neun Assists sowie vier Rebounds und brach Gary Paytons Pac-12-Rekord der meisten Assists in der Hochschulliga erzielten. Am 14. Februar 2020 erzielte Ionescu den 1000. Assist ihrer Karriere und wurde damit nach Courtney Vandersloot zur ersten NCAA-Spielerin, die mindestens 2 000 Punkte und 1 000 Assists erzielt hat. Zehn Tage wurde sie bei einem 74:66-Sieg gegen Stanford zur ersten Person, welche mindestens 2 000 Punkte, 1 000 Assists und 1 000 Rebounds in ihrer NCAA-Karriere erzielt hat.
Am 14. April 2021 wurde bekanntgegeben, dass Ionescu zur Gewinnerin des Honda Sports Awards gewählt wurde, welcher an die beste College-Basketballspielerin des Landes geht.

## Professionelle Karriere

### New York Liberty (seit 2020)
Ionescu wurde im WNBA Draft 2020 an erster Stelle von den New York Liberty ausgewählt.
Ihr WNBA-Debüt gab Ionescu am 25. Juli 2020 gegen die Seattle Storm, sie erzielte zwölf Punkte, sechs Rebounds und vier Assists. In ihrem zweiten Spiel, einer 80:93-Niederlage gegen die Dallas Wings, erzielte sie 33 Punkte sowie jeweils sieben Rebounds und Assists. Am 1. August 2020 verletzte sich Ionescu im Spiel gegen die Atlanta Dream am linken Knöchel. Anfangs wurde erwartet, dass sie knapp einen Monat fehlen werde, letztendlich musste sie jedoch die restliche Saison aussetzen.
Am 14. Mai 2021 stand Ionescu das erste Mal seit Anfang August 2020 auf dem Feld und erzielte im Eröffnungsspiel der Saison 2021 neben 25 Punkten, elf Assists und sechs Rebounds auch bei knapp 0,4 verbleibenden Sekunden den siegesbringenden Dreier. Vier Tage später, am 18. Mai 2021, erzielte Ionescu 26 Punkte, zwölf Assists und zehn Rebounds und verhalf den Liberty damit zu einem 86:75-Sieg gegen die Minnesota Lynx. Dies war das erste Triple-Double Ionescus WNBA-Karriere, das erste in der Geschichte der New York Liberty und das erst zehnte der Ligageschichte. Damit wurde sie außerdem zur jüngsten Spielerin in der WNBA-Geschichte, der ein Triple-Double gelang.
Am 12. Juni 2022 erzielte Ionescu mit 27 Punkten, 12 Rebounds und 12 Assists das zweite Triple-Double ihrer Karriere, womit sie nach Sheryl Swoopes, Courtney Vandersloot und Candace Parker zur vierten Spielerin in der Geschichte der Liga geworden ist, welche mehrere erzielt hat. Außerdem hatte sie das Triple-Double bereits nach drei Vierteln erzielt, welches das erste Mal in der Geschichte der WNBA war, dass eine Spielerin dies geschafft hat.
Am 22. Juni 2022 wurde bekanntgegeben, dass Ionescu zu einer Starterin des WNBA All-Star Spiels gewählt wurde.
Am 7. Juli 2022 erzielte Ionescu mit 31 Punkten, 13 Rebounds und 10 Assists das dritte Triple-Double ihrer Karriere, womit sie den Rekord von Candace Parker, welche diesen Rekord erst zwei Wochen früher aufgestellt hatte, einstellte. In dem Spiel ist sie außerdem zur ersten Spielerin mit einem Triple-Double mit mindestens 30 Punkten  und – nach Candace Parker – zur zweiten Spielerin mit mehreren in einer Saison geworden.
Beim All-Star-Game der WNBA am 14. Juli 2023 triumphierte Ionescu beim Dreier-Wettbewerb, der sogenannten „Triple-Challenge“, mit einem neuen Rekord. Obwohl sie mit einem Fehlwurf startete, gelangen ihr daraufhin 20 Treffer in Folge bis zum letzten Versuch der vorletzten Serie. Da sie lediglich diese beiden Würfe nicht verwandeln konnte, kam sie so auf 37 von 40 möglichen Punkten – was nicht nur einen neuen Rekord in der WNBA, sondern auch in der NBA bedeutete. Stephen Curry (2021) und Tyrese Haliburton (2023) waren mit jeweils 31 Punkten bis dahin die Rekordhalter.

## Erfolge und Auszeichnungen

### College
- Die meisten Triple-Doubles in der Geschichte der NCAA (26). (Stand: Juni 2021)
- Erste Spielerin in der Geschichte der NCAA mit mindestens 2 000 Punkten, 1 000 Assists und 1 000 Rebounds.
- 1× Naismith College Player of the Year: 2020
- 1× AP Player of the Year: 2020
- 1× USBWA Player of the Year: 2020
- 3× Nancy Lieberman Award: 2018–2020
- 2× John R. Wooden Award: 2019, 2020
- 2× Wade Trophy: 2019, 2020
- 3× Pac-12 Spielerin des Jahres: 2018–2020

Quelle

### WNBA
- 2× All-WNBA Second Team: 2022, 2023
- 2× WNBA All-Star: 2022, 2023
- Meister des WNBA Commissioner's Cup: 2023
- WNBA-Meisterschaft: 2024
- Gewinnerin des WNBA Three-Point Shootout: 2023, 2025
- Erstes und einziges Triple-Double mit mindestens 30 Punkten in der Geschichte der WNBA.[38]
- Schnellstes Triple-Double in der Geschichte der WNBA.[36]
- Jüngste WNBA-Spielerin mit mehreren Triple-Doubles.[36]
- Jüngste WNBA-Spielerin mit einem Triple-Double.[35]

(Stand: Oktober 2023)

## Statistiken

### WNBA

#### Reguläre Saison
| Saison | Team     | GP  | GS  | MPG  | FG % | 3P % | FT %  | RPG | APG | SPG | BPG | PPG  |
| ------ | -------- | --- | --- | ---- | ---- | ---- | ----- | --- | --- | --- | --- | ---- |
| 2020*  | New York | 3   | 3   | 26.6 | .452 | .350 | 1.000 | 4.7 | 4.0 | 0.7 | 0.0 | 18.3 |
| 2021   | New York | 30  | 26  | 30.0 | .375 | .329 | .911  | 5.7 | 6.1 | 0.6 | 0.5 | 11.7 |
| 2022   | New York | 36  | 36  | 32.3 | .411 | .333 | .931  | 7.1 | 6.3 | 1.1 | 0.3 | 17.4 |
| 2023   | New York | 36  | 36  | 31.5 | .423 | .448 | .872  | 5.6 | 5.4 | 1.0 | 0.3 | 17.0 |
| 2024   | New York | 38  | 38  | 32.1 | .394 | .332 | .898  | 4.4 | 6.2 | 1.0 | 0.3 | 19.4 |
| Gesamt | Gesamt   | 143 | 139 | 31.4 | .404 | .363 | .906  | 5.6 | 6.0 | 0.9 | 0.3 | 16.3 |

#### Playoffs
| Saison | Team     | GP | GS | MPG  | FG % | 3P % | FT %  | RPG | APG  | SPG | BPG | PPG  |
| ------ | -------- | -- | -- | ---- | ---- | ---- | ----- | --- | ---- | --- | --- | ---- |
| 2021   | New York | 1  | 1  | 35.0 | .417 | .143 | 1.000 | 5.0 | 11.0 | 1.0 | 0.0 | 14.0 |
| 2022   | New York | 3  | 3  | 31.0 | .531 | .400 | .750  | 6.0 | 4.3  | 1.0 | 0.3 | 14.3 |
| 2023   | New York | 10 | 10 | 35.1 | .393 | .400 | .913  | 4.2 | 4.7  | 0.8 | 0.7 | 13.7 |
| 2024   | New York | 6  | 6  | 34.5 | .489 | .465 | .947  | 5.2 | 5.2  | 1.5 | 0.5 | 20.7 |
| Gesamt | Gesamt   | 20 | 20 | 34.3 | .447 | .407 | .918  | 4.8 | 5.1  | 1.1 | 0.6 | 15.9 |

*2020 für die Karriere-Bestmarken aufgrund von lediglich drei Spielen nicht aufgeführt.
Quelle

### College
| Saison   | Team   | GP  | GS  | MPG  | FG % | 3P % | FT % | RPG | APG | SPG | BPG | PPG  |
| -------- | ------ | --- | --- | ---- | ---- | ---- | ---- | --- | --- | --- | --- | ---- |
| 2016–17  | Oregon | 33  | 33  | 32.9 | .390 | .420 | .825 | 6.6 | 5.5 | 1.3 | 0.2 | 14.6 |
| 2017–18  | Oregon | 38  | 38  | 35.6 | .468 | .438 | .805 | 6.7 | 7.8 | 1.7 | 0.3 | 19.7 |
| 2018–19  | Oregon | 38  | 38  | 35.9 | .443 | .429 | .883 | 7.4 | 8.2 | 1.3 | 0.2 | 19.9 |
| 2019–20* | Oregon | 33  | 33  | 33.7 | .518 | .392 | .921 | 8.6 | 9.1 | 1.5 | 0.3 | 17.5 |
| Gesamt   | Gesamt | 142 | 142 | 34.6 | .455 | .422 | .851 | 7.3 | 7.7 | 1.5 | 0.3 | 18.0 |

* Das NCAA Tournament 2020 wurde aufgrund der COVID-19-Pandemie abgesagt
Quelle